# Kalāteh-ye Āqāzādeh
Kalāteh-ye Āqāzādeh (persiska: کلاته آقازاده) är en ort i Iran.   Den ligger i provinsen Khorasan, i den nordöstra delen av landet, 600 km öster om huvudstaden Teheran. Kalāteh-ye Āqāzādeh ligger 1 039 meter över havet och antalet invånare är 113.
Terrängen runt Kalāteh-ye Āqāzādeh är platt åt sydväst, men åt nordost är den kuperad. Terrängen runt Kalāteh-ye Āqāzādeh sluttar söderut.Runt Kalāteh-ye Āqāzādeh är det ganska glesbefolkat, med 29 invånare per kvadratkilometer. Närmaste större samhälle är Sabzevar, 4,1 km sydost om Kalāteh-ye Āqāzādeh. Trakten runt Kalāteh-ye Āqāzādeh består till största delen av jordbruksmark.